# Bogdan Stelea
Bogdan Gheorghe Stelea (ur. 5 grudnia 1967 roku w Bukareszcie), rumuński piłkarz występujący na pozycji bramkarza, oraz trener piłkarski.

## Kariera piłkarska
Jest wychowankiem Dinama Bukareszt, z którym w listopadzie 1986 roku po raz pierwszy zagrał w Divizii A. Był zawodnikiem tego klubu do 1991 roku; w tym czasie zdobył z nim dwa tytuły mistrza kraju, dotarł do półfinału PZP oraz zadebiutował w reprezentacji Rumunii. Po upadku komunizmu wyjechał za granicę, najpierw do Hiszpanii, później do Belgii i Turcji. W pierwszym sezonie w RCD Mallorca zanotował spadek z Primera División. W 1995 roku powrócił do kraju, do Steauy Bukareszt, z którą wywalczył dwa mistrzostwa kraju i grał w Lidze Mistrzów. Dobre występy w europejskich rozgrywkach zaowocowały transferem do UD Salamanca. Stelea był pierwszym bramkarzem tego klubu przez cztery kolejne sezony, nawet po spadku z ekstraklasy w 1999 roku. Stracił miejsce w wyjściowym składzie dopiero dwa lata później i został wypożyczony do Rapidu Bukareszt. W następnym sezonie powrócił do Salamanki, gdzie grał przez kolejne dwa lata. W 2004 roku w wieku 37 lat po dwunastoletniej przerwie ponownie został zawodnikiem Dinama Bukareszt. Później występował krótko w Grecji i był rezerwowym w Oțelulu Galați. Mimo iż pod koniec sezonu 2005–2006 ogłosił zakończenie kariery, to jesienią 2006 dał się namówić Danowi Petrescu na grę w prowadzonej przez niego Unirei Urziceni. Po zakończeniu sezonu przeniósł się do FC Braszów, gdzie - w wieku 42 lat - jest zmiennikiem Dănuța Comana.
W reprezentacji Rumunii rozegrał 95 meczów. Początkowo był zmiennikiem Silviu Lunga, a kiedy ten w 1993 roku pożegnał się z drużyną narodową, przez wiele lat rywalizował o miejsce w składzie z Florinem Pruneą. Na Mundialu 1994, na którym Rumunii doszli do ćwierćfinału, w pierwszych dwu meczach grał Stelea, ale później został zastąpiony przez Pruneę. Podobnie było dwa lata później na Euro 1996. Stelea został pierwszym bramkarzem po tym turnieju dzięki udanym występom w UD Samalanca; w podstawowej jedenastce drużyny narodowej grał do 2003 roku. W tym czasie brał udział w Mundialu 1998, po którym zebrał dobre recenzje, i Euro 2000. Ostatni mecz w reprezentacji rozegrał w lutym 2005 roku.

## Sukcesy piłkarskie
- mistrzostwo Rumunii 1990 i 1992, wicemistrzostwo Rumunii 1987, 1988, 1989 i 2005, Puchar Rumunii 1990 i 2005, Superpuchar Rumunii 2005 oraz półfinał Pucharu Zdobywców Pucharów 1989–1990 z Dinamem Bukareszt
- mistrzostwo Rumunii 1996 i 1997 oraz Puchar Rumunii 1996 i 1997 ze Steauą Bukareszt
- Puchar Rumunii 2002 i Superpuchar Rumunii 2002 z Rapidem Bukareszt

## Kariera szkoleniowa
W kwietniu 2009 roku, nie przerywając kariery piłkarskiej, został asystentem Răzvana Lucescu w reprezentacji Rumunii.
- od 2009 -  reprezentacja Rumunii, asystent